# Pégase (Q156)
Pour les articles homonymes, voir Pégase (homonymie).
Le Pégase est un sous-marin français de la classe 1 500 tonnes. Lancé en 1930, il appartient à la série M6.

## Histoire

### Développement
Le Pégase fait partie d'une série assez homogène de 31 sous-marins océaniques de grande patrouille, aussi dénommés 1 500 tonnes en raison de leur déplacement. Tous sont entrés en service entre 1931 (Redoutable) et 1939 (Sidi-Ferruch).
Longs de 92,30 mètres et larges de 8,10, ils ont un tirant d'eau de 4,40 mètres et peuvent plonger jusqu'à 80 mètres. Ils déplacent en surface 1 572 tonnes et en plongée 2 082 tonnes. Propulsés en surface par deux moteurs diesel d'une puissance totale de 6 000 chevaux, leur vitesse maximum est de 18,6 nœuds. En plongée, la propulsion électrique de 2 250 chevaux leur permet d'atteindre 10 nœuds.
Appelés aussi « sous-marins de grandes croisières », leur rayon d'action en surface est de 10 000 milles nautiques à 10 nœuds et en plongée de 100 milles nautiques à 5 nœuds.
Mis en chantier le 29 septembre 1928 avec le numéro de coque Q156, le Pégase est lancé le 28 juin 1930 et mis en service le 19 juin 1932.

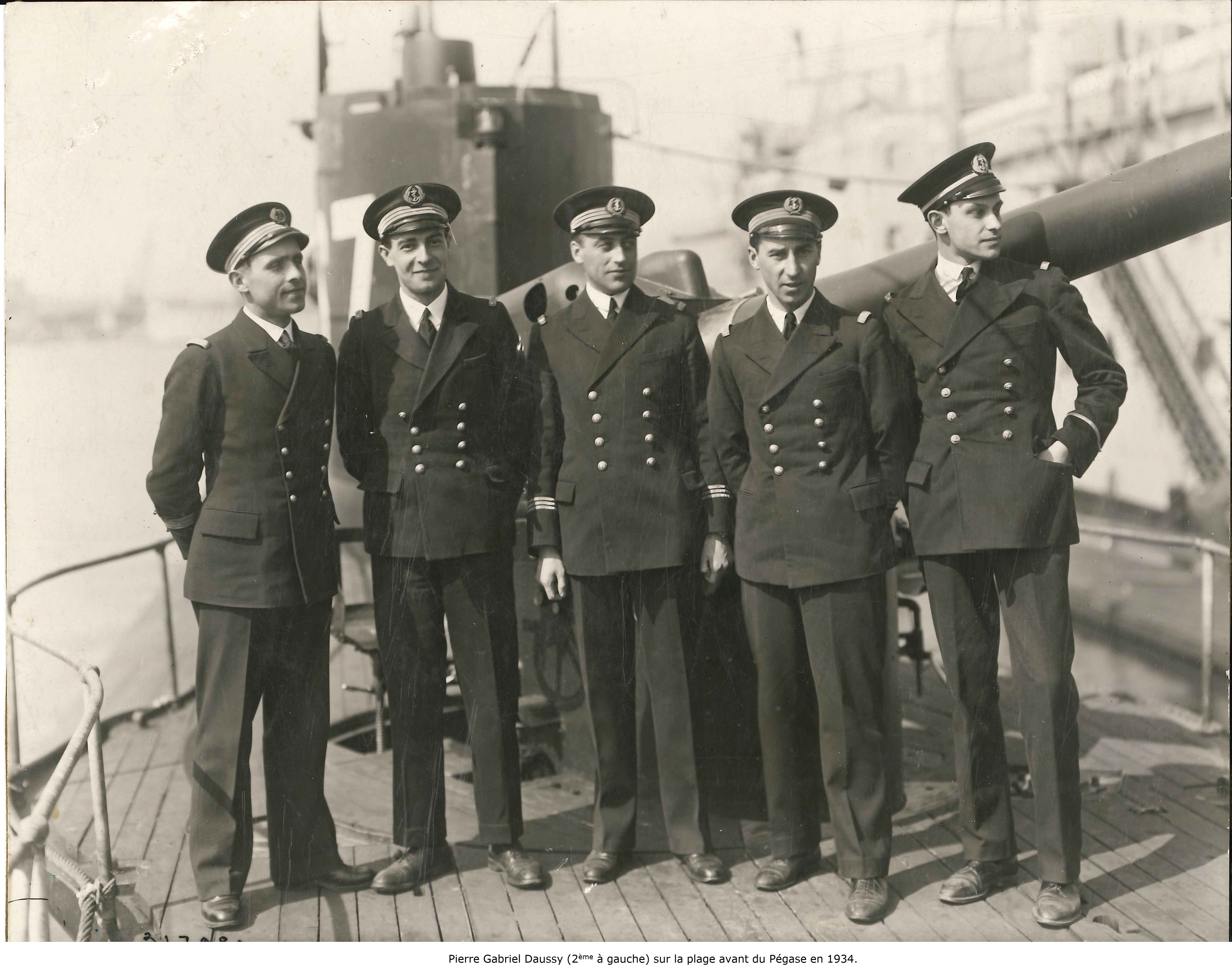
Les cinq officiers du sous-marin Pégase en 1934. Le futur contre-amiral Pierre Gabriel Daussy deuxième à gauche.

### Seconde Guerre mondiale
Il est affecté, au début de la Seconde Guerre mondiale, à la 5e division de sous-marins, basée à Toulon, qu'il forme avec L'Espoir et le Monge. Il patrouille au sud de Malte avec le Monge du 11 au 20 juin 1940, afin de couper les communications entre la Tripolitaine et l'Italie.
Le 11 octobre 1940, le Monge et le Pégase quittent Bizerte pour Diego-Suarez, sur l'île de Madagascar. Après une escale à Oran, ils arrivent avec L'Espoir et le Vengeur à Diego-Suarez le 2 février 1941. Formant la 22e division, le Monge et le Pégase sont envoyés à Saïgon, où ils arrivent mi-mars. Le Pégase visite les ports indochinois de Cam Ranh, Tourane et Haiphong puis escorte un cargo français vers le Pacifique. À son retour le 25 août, il trouve les Japonais maîtres de Saïgon, où ils sont arrivés le 31 juillet. Il entre en grand carénage pendant que le Monge quitte Saïgon, le 7 septembre, étant réaffecté à Diego-Suarez.
La fin du carénage du Pégase a lieu en janvier 1942, un mois après l'entrée en guerre des Japonais. Des négociations ont lieu pendant plusieurs mois pour permettre le retour du sous-marin en métropole, qui est finalement prévu le 10 novembre. Mais le débarquement allié en Afrique du Nord le 8 novembre pousse les Japonais à annuler puis à suspendre le départ. Il est mis en disponibilité le 1er janvier 1943 puis est immobilisé en avril. Le Pégase est désarmé le 1er janvier 1944 puis abandonné sur une rive de l'arroyo de l'Avalanche, un des affluents de la rivière de Saïgon, formant la limite nord de Saïgon.
Le 9 avril 1951, sa coque est remorquée puis échouée sur un banc de sable à l'embouchure du Bassac, dans le delta du Mékong, pour servir d'amer.